# Yonne
A Yonne é um departamento da França localizado na região Borgonha-Franco-Condado. Sua capital é a cidade de Auxerre.	
O seu nome deve-se ao rio Yonne.

## População estimada
População estimada  do departamento francês de  Yonne, segundo o Institut national de la statistique et des études économiques (INSEE) (século XXI). 
| Ano  | População |
| ---- | --------- |
| 2006 | 340.088   |
| 2007 | 341.418   |
| 2008 | 342.359   |
| 2009 | 343.377   |
| 2010 | 342.510   |
| 2011 | 342.463   |
| 2012 | 341.902   |
| 2013 | 341.483   |
| 2014 | 341.814   |